# 2010 パパジョンズドットコムボウル
2010 パパジョンズドットコムボウル (2010 PapaJohns.com Bowl)は、2010年1月2日にアラバマ州のバーミングハムにあるレギオン・フィールドで行われた、カレッジフットボールのレギュラーシーズン後に行われるボウル・ゲームである。

## 解説
ビッグ・イースト・カンファレンス所属のコネチカット・ハスキーズ (UConn) とサウスイースタン・カンファレンス所属のサウスカロライナ・ゲームコックスが戦った。この試合は両チームにとって、全米1部リーグ(NCAA Division I Football Bowl Subdivision)2009年シーズンの最終戦であり、20-7でコネチカット・ハスキーズの勝利に終わった。
コネチカット・ハスキーズは、僅差での5つの敗北やノートルダム戦での2回のオーバータイムの末の勝利、コーナーバックのジャスパー・ハワードの死を含む、7勝5敗で終わった嵐のようなレギュラーシーズンに続いてパパジョンソンズドットコムボールに選出された。ハスキーズと対戦したサウスカロライナ・ゲームコックスもまた、No. 4ミシシッピ戦やNo. 15クレムゾン戦での勝利によって、レギュラーシーズンを7勝5敗で終えていた。試合前の報道では、ハスキーズの今シーズンを襲った悲劇だけでなく、ハスキーズのランディー・エッゾールとゲームコックスのスティーブ・スパリアーの二人のヘッドコーチについても注目されていた。
ハスキーズは第一クォーターで、ワイドレシーバーのカシフ・ムーアによる片手での37ヤードのパスキャッチからのタッチダウンと、ゲームコックスの32ヤードラインでのフォースダウンプレイ失敗後に33ヤードのフィールドゴールを決め、2度の得点を挙げた。第4クォーターの初めには、ハスキーズのランニングバック、アンドレ・ディクソンが10ヤードのランによって得点を挙げた。試合の趨勢が決した後、ゲームコックスはブライアン・マドックスの2ヤードのランによって唯一のタッチダウンによる得点を挙げた。
126ヤードを獲得し、1つのタッチダウンを決めたディクソンはこの試合の最優秀選手に選ばれた。ハスキーズのワイドレシーバー、マルクス・イーズリーとゲームコックスのラインバッカー、エリック・ノーウッドは、2010年のNFLドラフトにおいて両チームから指名された4人のプレーヤーのうちの2人であった。